# البناء والإعراب
المبني عند النحاة ما كان حركته وسكونه لا بعامل والاسم المبني وما ناسب مبني الأصل أو وقع غير مركب بعامله.

## تقسيم
المبني اللازم ما لا يقع في الكلام إلا مبنيا. والمبني العارض بخلافه. ومبني الأصل أي المبني الذي هو الأصل في البناء أي لا يكون بناؤه بمشابهة أمر آخر ومناسبته فالإضافة بيانية وهو ثلاثة الفعل الماضي والأمر بغير اللام والحرف وبين المبني اللازم ومبني الأصل عموم وخصوص مطلقا كما لا يخفى.

## من الأفعال

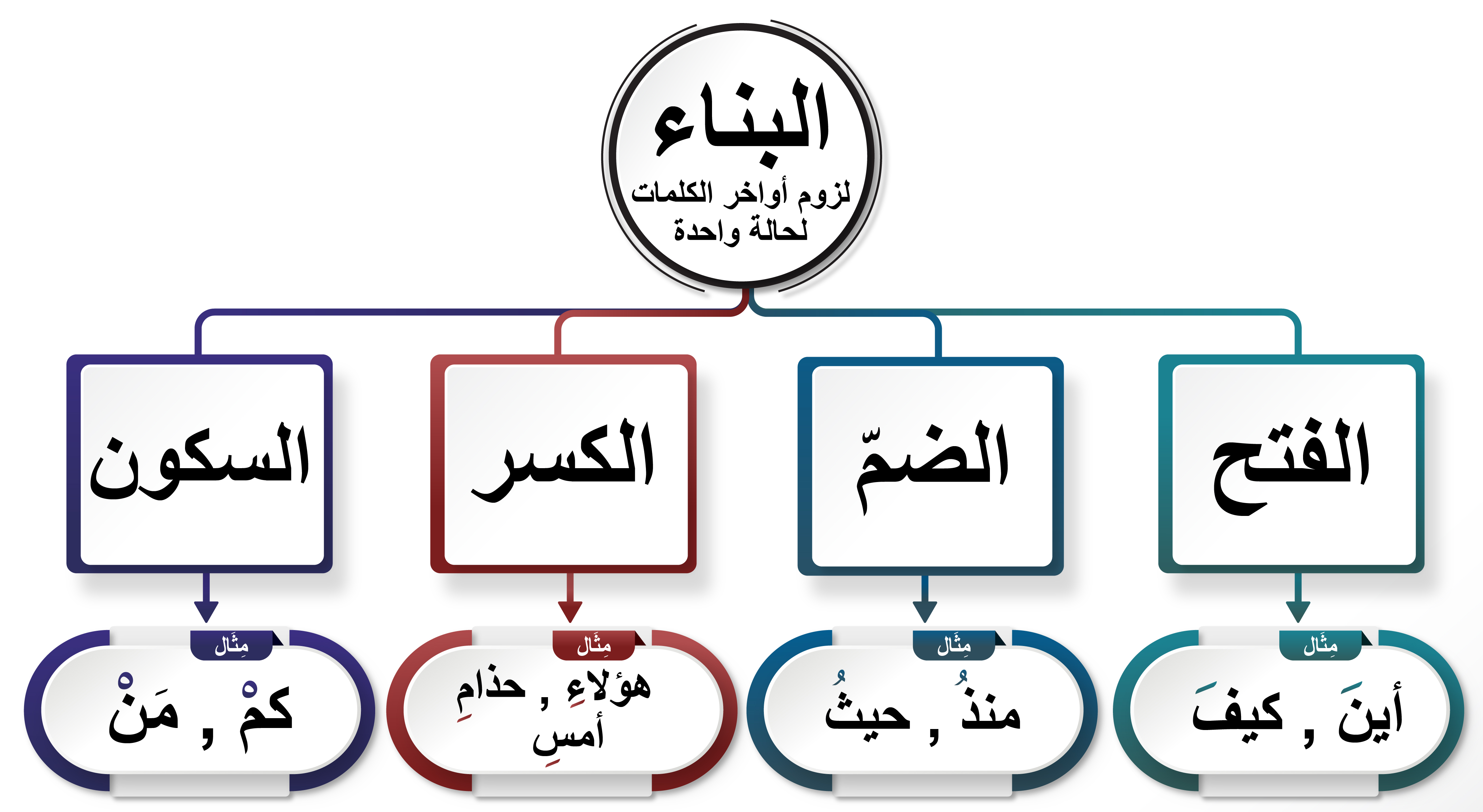
البناء (انواع)

الفعل المبني هو الفعل الذي لا تتغير حركة آخره.

### الأفعال المبنية
الأفعال ثلاثة فعل ماض وفعل أمر مبنيان دائما،
وفعل مضارع معرب دائما إلا إذا اتصلت به نون النسوة أو نون التوكيد.
الأفعال ثلاث ما لهن رابع ــ ماض وفعل الأمر والمضارع
قال ابن هشام في قطر الندى:

#### الفعل الماضي
فعل مبني، ويبنى على:
1. الفتح إذا لم يتصل به شي، مثل: ورد في القرآن: ﴿إِذَا جَاء نَصْرُ اللَّهِ وَالْفَتْحُ﴾.

جاء: فعل ماض مبني على الفتح لأنه لم يتصل به شيء
- وإذا اتصلت به تاء التأنيث الساكنة (وهي حرف لامحل له من الإعراب)،

مثل: ورد في القرآن ﴿قَالَتْ نَمْلَةٌ يَا أَيُّهَا النَّمْلُ ادْخُلُوا مَسَاكِنَكُمْ﴾.
قالت: قال فعل ماضي مبني على الفتح لاتصاله بتاء التأنيث الساكنة.
التاء: وتاء التأنيث الساكنة لا محل لها من الإعراب.
- وإذا أتصلت به ألف الاثنين، مثل، أمي وأبي، ذهبا إلى عكا]]

زارا: زار: فعل ماض مبني على الفتح
ألف الاثنين: ضمير متصل مبني على السكون في محل رفع فاعل الفعل.
1. السكون إذا اتصل به أحد ضمائر الرفع المتحركة التالية:

- إذا اتصل به تاء المتكلم،

مثل: قال حافظ إبراهيم على لسان اللغة العربية
وسعت كتاب الله لفضا وغابه وما ضقت عن آي به وعظات
وسعت: وسع فعل ماض مبني عل السكون لاتصاله بالتاء المتحركة.
التاء: ضمير المتكلم مبني على الضم، في محل رفع فاعل.
- إذا اتصل به تاء المخاطب، مثل: ورد في القرآن ﴿أَرَأَيْتَ الَّذِي يَنْهَى * عَبْدًا إِذَا صَلَّى﴾

أرأيت: الهمزة: حرف استفهام مبني على الفتح
رأي: فعل ماض مبني على السكون لاتصالة بتاء المخاطب.
التاء: ضمير المخاطب مبني على الفتح في محل رفع فاعل.
- أذا اتصلت به تاء المخاطبة، مثل وذهبتِ خلف النهر تقبلين الثرى

ذهبت:
ذهب: فعل ماض مبني على السكون لاتصاله بتاء المخاطبة
التاء: ضمير المخاطبة مبني على الكسرة في محل رفع فاعل.
- إذا اتصلت به نون النسوة

مثل: ورد في القرآن ﴿فَلَمَّا رَأَيْنَهُ أَكْبَرْنَهُ وَقَطَّعْنَ أَيْدِيَهُنَّ﴾
قطعن:
 قطع: فعل ماض مبني على السكون لاتصاله بنون النسوة
النون: نون النسوة ضمير مبني على الفتح في محل رفع فاعل.
- إذا اتصل به (نا) المتكلمين الدالة على من فعل الفعل

كقول القرآن ﴿فَأَرْسَلْنَا عَلَيْهِمْ رِيحًا صَرْصَرًا فِي أَيَّامٍ نَحِسَاتٍ﴾
أرسلنا:
أرسل: فعل ماض مبني عل السكون لاتصاله بضمير المتكلمين.
النا: ضمير مبني على السكون في محل رفع فاعل
1. الضم إذا اتصلت به واو الجماعة،

مثل: رجع الحجاج بعد أن أدو مناسك الحج
أدوا:
أد: فعل ماض مبني على الضمة المقدرة على الألف المحذوفة لاتصاله بوأو الجماعة
الواو: ضمير الجماعة مبني في محل رفع فاعل

#### فعل الأمر
هو فعل طلبي إنشائي، وهو طلب حصول شيء لم يكن حاصلا وقت الطلب٬ ويبنى فعل الأمر على:
- السكون كقول القرآن: ﴿خُذِ الْعَفْوَ وَأْمُرْ بِالْعُرْفِ وَأَعْرِضْ عَنِ الْجَاهِلِينَ﴾

خذ، وأمر، واعرض: أفعال أمر مبنية على السكون.
- أو إذا اتصلت نون النسوة، مثل: أيتها الفاضلات، احملن رايه العفاف أينما ذهبتن

احملن: احمل فعل أمر مبني على السكون لاتصاله بنون النسوة
النون: نون النسوة ضمير مبني على الفتح، في محل رفع فاعل.
- حذف حرف العلة من آخره إذا لم يتصل به شيء، وكان معتل الآخر، مثل: قول القرآن﴿ادْعُ إِلَى سَبِيلِ رَبِّكَ بِالْحِكْمَةِ وَالْمَوْعِظَةِ الْحَسَنَةِ﴾

ادع: فعل أمر مبني على حذف الواو من آخره
امض قيس، امض إلى بيارتك
امض: فعل أمر مبني على حذف الياء من آخره
يا بني، اسع إلى المجد فإنه لباس أجدادك.
اسع: فعل أمر مبني على حذف الألف من آخره
- الفتح إذا اتصلت به نون التوكيد الخفيفة أو الثقيلة،

مثل: أيها الثري، ساعدن كل فقير
ساعدن:
 ساعد : فعل أمر مبني على الفتح لاتصاله بنون التوكيد الخفيفة
النون: نون التوكيد الخفيفة، حرف مبني على السكون
- حذف النون من آخره إذا كان متصلا بألف الاثنين أو الاثنتين، أو واو الجماعة أو ياء المخاطبة.

كقولة تعالى (فأتيا فرعون فقولا: إنا رسول رب العالمين)
أتيا: فعل أمر مبني على حذف النون من آخره لاتصاله بألف الاثنين.
الألف: ألف الاثنين ضمير متصل مبني على السكون في محل رفع فاعل. وكقول القرآن (ولو أنا كتبنا عليهم أن اقتلوا أنفسكم أو اخرجوا من دياركم مافعلوه إلا قليل منهم)
اقتلوا: فعل أمر مبني على حذف النون من آخره لاتصاله بواو الجماعة
الواو: ضمير متصل مبني على السكون في محل رفع فاعل.
أي بنيه خذي عني الصدق
خذي: فعل أمر مبني على حذف النون من آخرة لاتصاله بياء ا لمخاطبة.
والياء: ضمير متصل مبني على السكون في محل رفع فاعل.

### الأفعال الخمسة المعربة
وهي أفعال مضارعة يلحقها ألف، الاثنين أو الاثنتين، أو واوا الجماعة للغائبين أو واوا الجماعة للمخاطبين، أو ياء المخاطبة على النحو التالي:
يفعلان، تفعلان، تفعلون، يفعلون، تفعلين.
- وعلامة رفعها ثبوت النون، كقول عنترة:

يدعون عنتر والرماح كأنها أشطان بئر في لبان الأدهم
يدعون: فعل مضارع مرفوع وعلامة رفعه ثبوت النون لأنه من الأفعال الخمسة
- وعلامة نصبها وجزمها حذف النون مثل:

لم تلعبوا في المدرسة، ولم تذهبوا في الرحلة.

## البناء للمجهول
الفعل المبني للمعلوم هو ما ذُكر فاعله، مثال: (أكل محمدٌ التفاحةَ)، محمد هو الفاعل؛ أما الفعل المبني للمجهول فهو الذي لم يُذكر فاعله، مثال: (ضُرب عليٌّ) في المثال السابق لا يوجد فاعل، وذلك لأن الضارب غير معروف، ويُعرب: «علي» على أنه نائب الفاعل

### شروط البناء للمجهول
1. إذا كان ماضيًا كُسر ما قبل آخره، وضُم كل متحرك قبله: «عَلِمَ: عُلِمَ»، «فَهِمَ: فُهِمَ»
2. إذا كان مضارعًا فُتِح ما قبل آخره وضُمَّ أوله: «يَكْتبُ: يُكْتَبُ»، «يَسْتَعْمِلُ: يُسْتَعْمَلُ»
3. إذا كان ما قبل آخر الماضي ألفًا قُلبت ياءً وكُسر ما قبلها: «باع: بِيعَ»
4. إذا كان ما قبل آخر المضارع واوًا أو ياءً قُلبت ألفًا: «يَصومُ: يُصامُ» «يبيعُ: يُبَاعُ»
5. إذا كان الفعل يتعدى لمفعولين وبُني للمجهول يبقى المفعول الثاني على حاله: «أُعطِيَ العاملُ مكافأة»
6. لا يُبنى اللازم للمجهول إلا إذا كان نائب الفاعل مصدرًا أو ظرفًا أو جارًّا ومجرورًا: «وُقِفَ أمامَ البابِ»

### بناء الفعل للمجهول

#### الفعل الماضي
1. يُضمُّ أوله فقط ويُكسَر ما قبل آخره إذا لم يكن مبدوءًا بهمزة وصل أو تاء، ولم تكن عينه ألفًا: «كَسَر > كُسِر»، «أورد > أُورِد»، «أجهد > أُجهِد».
2. يُضم مع أوله ثانيه إنْ كان مبدوءًا بتاء مزيدة، نحو: «تَعَلّم تُعُلِّم»، «تَفَهّم تُفُهِّم»، «تجادل > تُجُودٍل».
3. يُضم أوله وثالثه إنْ كان مبدوءًا بهمزة وصلٍ مزيدة، نحو: «انطلَق > اُنْطُلِق»، «افْتَرَس > اُفْتُرِس»، «اسْتَعْمَل > اُسْتُعْمِل».
4. إن كان ثانيه أو ثالثه ألفًا زائدةً قلبت واوًا، نحو: «جاهد > جُوهِد»، «تجادل > تُجودِل».
5. الأجوف مثل: صام وباع واقتاد تُقلب عينه ياء ليصبح: صِيم وبِيع واقْتِيدَ.
6. المضعف مثل: مَدّ وشدّ تُضمُّ فاؤه: مُدَّ، شُدَّ.

#### الفعل المضارع
1. السالم: يُضَمّ أوله ويُفتَح ما قبل آخره، نحو: يكتُب > يُكْتَب، يتجادل > يُتَجادَلُ، يستعمِل > يُسْتَعْمَل.
2. الأجوف: تُقلَب عينه ألفاً: يقول > يُقال، يُعين > يُعانُ.

ما ينوب عن الفاعل: ينوب عنه واحدٌ مما يلي:

### فعل الأمر
فعل الأمر لا يُبنى للمجهول

### المفعول به
وهو الأصل، لهذا يُقدم على غيره في النيابة عن الفاعل، نحو (خُلِق الإنسانُ ضعيفا)، وإذا كان هناك أكثر من مفعول أُنيب الأول وبقيت الأخرى على حالها، نحو: أعلمتُ زيداً الخبر صحيحًا > أُعلِم زيدٌ الخبرَ صحيحًا.
1. المصدر المتصرف: صُمِد صمودُ الأبطالِ.
2. الظرف المتصرف المختص: صِيم رمضانُ، سِير يومُ الجمعةِ.
3. الجار والمجرور: نُظِر في الأمر، مُرَّ بزيدٍ.
4. المصدر المؤول: ﴿قُلْ أُوحِيَ إِلَيَّ أَنَّهُ اسْتَمَعَ نَفَرٌ مِّنَ الْجِنِّ﴾ أي «استماع» ُ، لقد اختير أن يُقامَ المشروعُ هنا. أي «إقامةُ».

وقد ورد عن العرب أفعال جاءت على صيغة المبني للمجهول يعرب المرفوع بعدها فاعلا: دُهِش، هُزِل، شُدِه، شُغِف بكذا، أُولِع به، أُغرِيَ به، أُغرِم زيدٌ بالصيدِ.

## من الأسماء
الأصل في الأسماء الإعراب، وثمَّة أسماء مبنية، أشهرها:
1. أسماء الشرط (مثل: ما) في قوله تبارك وتعالى ﴿وَمَا تَفْعَلُوا مِنْ خَيْرٍ فَإِنَّ اللَّهَ بِهِ عَلِيمٌ﴾
2. أسماء الاستفهام (مثل: من) في قوله تبارك وتعالى ﴿قَالَ مَنْ أَنصَارِي إِلَى اللّهِ﴾
3. الأسماء الموصولة ما عدا (اللذين واللتين) فإنهما يُعربان إعراب المثنى، (مثل: الذي) في قوله تبارك وتعالى ﴿وَقُلِ الْحَمْدُ لِلَّهِ الَّذِي لَمْ يَتَّخِذْ وَلَدًا وَلَمْ يَكُنْ لَهُ شَرِيكٌ فِي الْمُلْكِ وَلَمْ يَكُنْ لَهُ وَلِيٌّ مِنَ الذُّلِّ ۖ وَكَبِّرْهُ تَكْبِيرًا﴾
4. أسماء الإشارة ما عدا (هذين وهاتين) فإنهما يُعربان إعراب المثنى، (مثل: هذا) في قوله تبارك وتعالى: ﴿هَذَا مَا تُوعَدُونَ لِكُلِّ أَوَّابٍ حَفِيظٍ﴾
5. الضمائر، (مثل: أنتَ) في قوله تبارك وتعالى: ﴿إِنَّمَا أَنْتَ مُنْذِرٌ﴾، و (مثل: واو الجماعة في تفعلوا) في قوله تبارك وتعالى ﴿وَمَا تَفْعَلُوا مِنْ خَيْرٍ فَإِنَّ اللَّهَ بِهِ عَلِيمٌ﴾
6. أسماء الأفعال، (مثل: أفٍّ) في قوله تبارك وتعالى ﴿فَلَا تَقُلْ لَهُمَا أُفٍّ وَلَا تَنْهَرْهُمَا﴾
7. الأعداد المركبة من (أحدَ عشرَ) إلى (تسعةَ عشرَ) ما عدا (اثني عشرَ) و (اثنتي عشرةَ) فإن الجزء الأول منهما يُعرب إعراب المثنى، والجزء الثاني يُبنى على الفتح، (مثل: أحدَ عشرَ) في قوله تبارك وتعالى ﴿إِنِّي رَأَيْت أَحَد عَشَرَ كَوْكَبًا﴾
8. ما خُتم بـ (ويه)، (مثل: سيبويهِ، ونفطويهِ، ومسكويهِ) في المثال: "عاش كلٌّ من سيبويهِ ونفطويهِ ومسكويهِ في العصر العباسي
9. الظروف المركبة، (مثل: صباحَ مساءَ) في قول الشاعر وَمَنْ لَا يَصْرِفُ الوَاشِينَ عَنْهُصَبَاحَ مَسَاءَ يَبْغُوهُ خَبَالا

وتكون علامات البناء الأصلية هي: الفتح، والكسر، والضم، والسكون

## الحروف
الحروف جميعها مبنية

## المعرب
المُعرَّب في اللغة العربية هو ما وقع عليه فعل التعريب، وهو على ثلاثة أوجه:
1. تعريب اللفظ وإلحاقه بالأوزان العربية والمنهاج، وتمثله بها، وهو منهج أبي العباس الجوهري.
2. إدخال اللفظ في العربية، ونقله بلا مراعاة للوزن العربي ولا اشتراط للتغيير، وهو منهج سيبويه.
3. إدخال المعنى في العربية، وترجمته، وتوليد مكافئ له في اللغة العربية، وهو شائع عند أكثر العلماء.